# (5679) Akkado
(5679) Akkado (1989 VR) – planetoida z grupy pasa głównego asteroid okrążająca Słońce w ciągu 4,93 lat w średniej odległości 2,89 j.a. Odkryta 2 listopada 1989 roku. Do 28 listopada 2010 roku nosiła nazwę 5679 Atsukadou.